# Воронівка (Новогеоргіївський район)
Воронівка — колишнє село Новогеоргіївського району Кіровоградської області. Наприкінці 1950-х років затоплене водами Кременчуцького водосховища.
У ХІХ ст. село входило до Подорожненської волості у складі Чигиринського повіту Київської губернії.
Станом на 1946 рік, разом із селами Подорожнє, Самусівка і хутором Качаківка, Воронівка входила до складу Подорожненської сільської ради.
Приблизно 1959 року затоплене водами Кременчуцького водосховища. Нині в цьому районі існує однойменний острів, який лежить зовсім поряд, проте південніше від місцезнаходження колишнього села.